# Hassan Khomeini

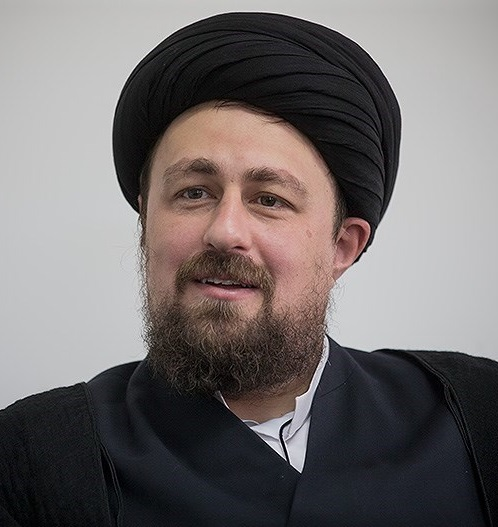
Hassan Khomeini.

Hassan Khomeini (em persa: سيد حسن خمينی‎‎); nascido em 3 de dezembro de 1972) é um político e clérigo iraniano. Dos quinze netos de Ruhollah Khomeini ele foi chamado de "o mais proeminente"  e aquele "que muitos pensam que poderia ter um futuro político promissor".